# NACK
Un Negative Acknowledgement (NACK), és un missatge que s'envia per informar que en la recepció d'un paquet de dades hi ha hagut un error. Es pot prendre com el contrari de l'ACK.
Aquest missatge l'envia el receptor, generalment perquè l'emissor torni a transmetre el paquet danyat, per fer-ho hi ha diferents tècniques com per exemple el Go-Back-N i el Selective Repeat tècniques de l'ARQ (Automatic Repeat reQuest).
Els missatges NACK s'utilitzen en la majoria dels nivells o capes que componen una xarxa (per exemple en els nivells especificats en OSI) però són d'essencial importància tant en el nivell d'enllaç (per exemple: protocols HDLC, IEEE 802.3 -conegut com a Ethernet-) com en el nivell de xarxa (per exemple: protocol IP).